# Куренівське повстання
Куренíвське повстáння — організований масовий збройний виступ проти більшовицької влади, здійснений 9—10 квітня 1919 року селянами низки передмість Києва та приміських сіл за підтримки повстанських загонів у координації з військовим командуванням УНР. У ході повстання лояльним до УНР силам під керівництвом отаманів Ілька Струка, Овсія Гончара (Бурлаки, або Батрака) та Данила Терпила (Зеленого) вдалося на короткий час узяти під свій контроль значну частину Києва. Як наслідок, найбільш боєздатні збройні формування більшовиків було відтягнено з українсько-більшовицького фронту.

## Передумови та історичні обставини
Повстання спалахнуло через два місяці після залишення Києва військами Директорії УНР і зайняття столиці України більшовицькою армією. За цей час селяни почали виявляти дедалі більше невдоволення політикою більшовиків в земельному питанні, діяльністю ревкомів та продзагонів. Особливості втілення політики воєнного комунізму в містах України спричинили зростання подібних настроїв і серед містян, зокрема в Києві (в тому числі й у середовищі робітників фабрик та заводів).

## Хроніка подій
Уночі проти 7 квітня 1919 року за згодою голови Петрівецької сільської ради загони селянської самооборони заарештували комісарів та червоноармійців, зосередивши їх під вартою у селі Міжгір'я, де було утворено комендатуру. 8 квітня більшовики створили оперативний штаб для боротьби із «заколотом» (керівники штабу — чільні співробітники Київської ЧК Ніколаєнко і Сорін). Того ж дня кінний загін військ ВУЧК на чолі з Ніколаєнком та Фінкельштейном вирушив до села Підгірці, де його було розгромлено повстанцями. Останні стратили 103 особи з числа заарештованих більшовиків.
9 квітня до села Валки прибували мобілізовані селяни Київщини. Отаман Ілько Струк надіслав Дніпром два катери і кулеметну роту під орудою Ковалевського. Проти частин ВУЧК, що наступали, повстанці виставили загін під командуванням І. (В.?) Дорошенка, К. Литвиненка, старшини С. Тищенка і студента Н. Кириєнка. Фронт пролягав на підступах до Вишгорода. Близько 12.00 бронекатери червоних почали артилерійський обстріл Вишгорода, одночасно рушила в наступ піхота, але цю атаку відбили повстанці. Загони мотовилівського отамана Бурлаки (Овсія Гончара), до яких було оперативно мобілізовано селян Васильківського повіту, знищили місцевий ревком, розгромили місцеву більшовицьку залогу (караульний полк) та вийшли в район Боярки, звідки пішли в наступ на Київ. Головним гаслом повстанців було: «Геть комісарів з України!».
Уночі проти 10 квітня повстанські загони Клименка, сконцентровані у Пущі-Водиці, рухаючись Чорнобильським шляхом, виступили в бік Пріорки, а колона Дорошенка — з Вишгорода на Куренівку. Умовним знаком для початку акції (за домовленістю з київським підпіллям) були три ракети (додаткового сигналу — трьох гарматних залпів по будівлі Київської ЧК — не вдалося дати). О 6-й годині того ж дня (за іншими даними — о 5-й повсталі зайняли Пріорку, тут було організовано сход мешканців, яких скликав дзвін Покровської церкви. Селяни вислали делегації до робітників київських фабрик і заводів.
Робітник Степан Прищепа згадував:
|  | Ранком, коли вже на заводі почалася робота, територія заводу зненацька наповнилася селянами з білими пов'язками. Вони забрали кілька ґвинтівок, що використовувалися для охорони заводу, зажадали дати гудок і зібрати робітників… Робітники зібралися, і секретар районного комітету українських „незалежних лівих соціял-демократів” Волошин, що працював на заводі слюсарем, виступив із промовою про приєднання робітників до повстання |

.
Робітник П. Григоренко стверджував, що 
|  | на загальних зборах промовці вимагали йти бити комуністів… і організовувати справжню радянську владу |

.
На Куренівці з'явилися озброєні роз'їзди повстанців, на околицях Києва відбувалися стихійні мітинги. Через брак зброї повстанці під час наступу діяли двома лініями: перша — озброєні вояки, друга — неозброєні, які мали роззброювати бранців та вбитих. Близько 7-ї години київські підпільники доправили трамваєм до Куренівського (Троїцького) депо вогнепальну зброю й набої. Після зайняття Куренівки на заводі дубильних екстрактів скликано мітинг, на якому частина робітників, під впливом боротьбистів та есерів, підтримала повсталих селян. Масово розповсюджувалися листівки із закликом до боротьби проти більшовицької влади. Після цього загони вирушили в бік центру Києва. Запеклі бої із силами більшовиків зав'язалися на Куренівці, Подолі, Сирці. Повсталим удалося захопити Державний банк і міський телеграф, перервати телеграфний зв'язок. Також під їх контроль перейшов Житній ринок. До повстанців приєдналися робітники подільських заводів. 150 більшовиків було ув'язнено в приміщенні подільської районної міліції, 15 з них невдовзі жорстоко страчено. Від більшовиків було звільнено Куренівку, Поділ та Святошин. Передовим загонам повстанців удалося прорватися на Хрещатик, на балконі міської думи було вивішено український національний прапор. Отаман Зелений висунув більшовикам ультиматум про здачу Києва. Повстанці розраховували на те, що на їх бік перейде київський гарнізон, однак цього не сталося. Проте київські більшовицькі підрозділи продемонстрували свою небоєздатність, і через це з Харкова було надіслано додаткові сили на чолі з Г. Петровським, К. Ворошиловим і А. Бубновим: загони міліції, ЧК, залізничників, мобілізованих робітників та інтернаціоналістів. За наказом Соріна на Куренівку вирушили два стрілецькі полки, до штабу КВО — латиська караульна сотня, загони інструкторських піхотних курсів та комендантська команда. Три бронепоїзди більшовиків зайняли стратегічні позиції. О 18.00 10 квітня проти повстанців у район Подолу висунуто прикордонний полк ЧК, загони бійців-інтернаціоналістів — латишів (під командуванням Віхмана) і китайців (командир останніх — Лі Сю Лян). Загалом проти повстанців більшовицьке командування виставило близько 21 тисячі бійців. Головний бій відбувся біля Житнього ринку: попри те, що повстанцям вдалося оточити передові сили чекістів, дії китайського загону дали змогу червоним прорвати оточення. О 19-й годині повстанці, в умовах браку боєприпасів, почали відступати під тиском набагато численніших сил супротивника. 
11 квітня вранці в районі залізничного мосту на Печерську висадився десант отамана Зеленого, але був відбитий і відступив. До вечора того дня повстання захлинулося. 

Польський агент так оцінював наслідки бойових дій у Києві: 
|  | [Повстання]… не придушене, а загнане в середину і розсмокталося повсюди; в потрібний момент воно вибухне насамперед у Києві... Жителі міста і околиць — Куренівки, Пріорки, Лук'янівки, Шулявки, Деміївки, Звіринця — прекрасний матеріял для антисовєтської роботи. Вони чекають кожного, аби лиш скинув… комуністів |

.
Загальна кількість повсталих (за радянськими джерелами) становила 3000 осіб. С. Білокінь подає цифру «до 500 душ». Точна чисельність повстанців наразі невідома.

## Репресії щодо учасників повстання
У лютому-березні 1938 органи НКВС у Києві заарештували ще сімох куренівців, серед них одного з керівників повстання, Степана Шевцова. Суд відбувся 13 квітня, 28 квітня й 10 травня 1938, їх було розстріляно.

## Військово-стратегічне і політичне значення
Попри те, що навіть за умови перемоги повсталих вони не мали достатніх сил для тривалого утримання Києва, головним результатом повстання стало відволікання на себе значних підрозділів червоних від фронту із військами УНР. Як наслідок, військове і політичне командування УНР отримало змогу перегрупувати сили. Крім того, повстання спричинилося до паралізації діяльності більшовицьких структур на території Київщини. Після відступу повстанців Київ фактично опинився в блокаді: отаман Зелений перекрив Дніпро та разом з отаманом Бурлакою контролював Обухівський, Васильківський, Фастівський та Ржищівський повіти, отаман Струк блокував Київ з півночі, піднявши повстання в Чорнобильському та Радомишльському повітах. На контрольованій ними території здійснювався розподіл землі між селянами, не допускалися більшовицькі продзагони.

## Трактування в радянській історіографії
У радянських історично-довідкових джерелах подія трактувалась як Куренівський заколот. Ось типовий приклад подачі інформації про повстання:
|  | Антирадянський заколот, організований буржуазними націоналістами на околиці Києва – Куренівці. 8-10.IV 1919 куркульсько-націоналістичні банди, в складі яких були карні злочинці, вдерлися на Поділ, вчинили погром, по-звірячому розправлялися з робітниками, радянськими службовцями, червоноармійцями. Проти заколотників виступили бійці загону ВУЧК, Комуністичного караульного полку, об’єднаного загону 15-го прикордонного полку, інтернаціональні підрозділи. Радянські війська під командуванням наркома внутрішніх справ Української РСР К.Є. Ворошилова надвечір 10.IV ліквідували заколот куркульсько-націоналістичних банд |

.